# 1629 en santé et médecine
| Années de la santé et de la médecine : 1626 - 1627 - 1628 - 1629 - 1630 - 1631 - 1632    |
| Décennies de la santé et de la médecine : 1590 - 1600 - 1610 - 1620 - 1630 - 1640 - 1650 |

## Événements

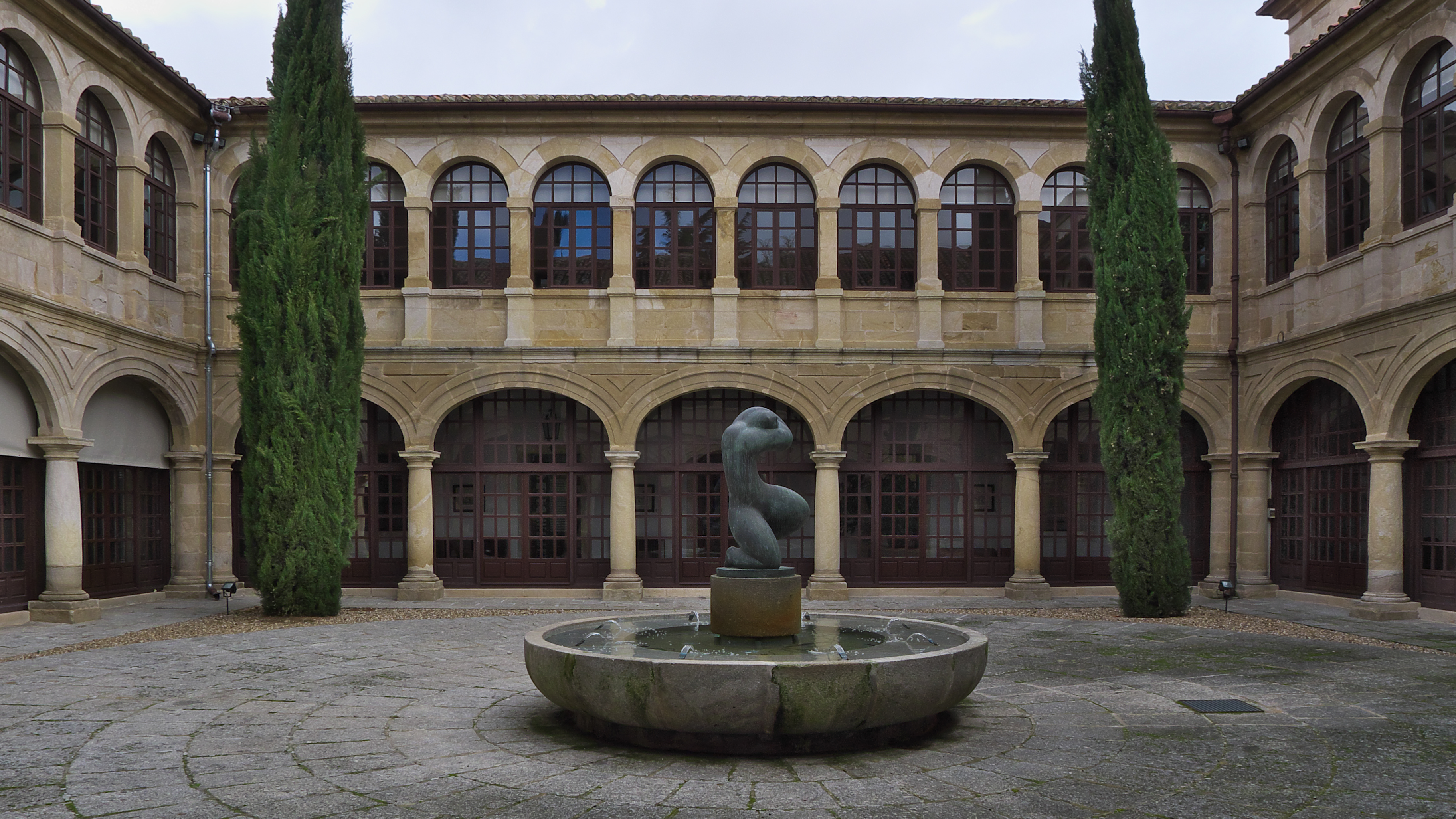
Juan Gómez de Mora
Patio de l'hôpital de l'Incarnation
Zamora

- 15 janvier : enregistrement du  code Michau, dont les articles 41 et 42 se rapportent à l’administration des hospices et à la police des mendiants[1].
- 23 juin : en France, un édit réserve la vente du tabac aux seuls épiciers[2].
- 27 juin : le prévôt des marchands accorde à la communauté des épiciers et apothicaires parisiens le droit de porter des armoiries[3], avec la devise :  Lances et pondera servant (« Ils ont la garde des balances et des poids[4] »).
- 29 août : en Béarn, par une troisième addition à leur règlement de  1551, les États de Béarn soumettent pour la première fois à examen l'exercice du métier d'apothicaire[5].
- 17 novembre : « Louis XIII fait lever sur le « petun et tabac » trente sols d'entrée par livre, excepté sur celui des Îles[6]. »
- Considérant que « la plupart des habitants sont très pauvres et que, faute d'abri et de soins, ils meurent ou souffrent de graves maladies », Pedro Morán Pereira fonde à Zamora, en Espagne, l'hôpital de l'Incarnation (es), à ses propres frais et sur le patrimoine confié à lui par son frère Isidro[7].
- Fondation du jardin médicinal (hortus medicus) qui est à l'origine de l'actuel jardin botanique de Bordeaux[8].
- Ouverture à Pignerol, en Piémont, pendant le siège de Casal, d'un hôpital militaire territorial, premier du genre[9].
- La peste est à Digne[10] et à Montpellier[11].
- 1628-1629 : la peste est à Lyon, qui perd la moitié de sa population[12].
- Après 1629 : « Descartes entreprend […] de rechercher « s'il y a moyen de trouver une médecine qui soit fondée en démonstrations infaillibles[13] ».

## Publications

### Divers
- Nicolas Ager (1568-1634) fait paraître une étude sur l'« âme végétative » (Disputatio de anima vegetativa), et on lui en attribue une autre, la même année, sur les « déchirures du mésentère » (Disputatio de infractibus mesaroei[14]).
- Camillo Baldi, philosophe et médecin bolonais, publie deux traités sous les titres de De naturali ex unguium inspectione[15] et De humanarum propensionem ex temperamento praenotionibus[16].
- Parution de la Semaine des médicaments, de Jean Bonnart, maître barbier chirurgien de Paris[17].
- Laurens Catelan, maître apothicaire à Montpellier, publie son Discours sur les vertus et propriétés de la thériaque[18],[19].
- Nicolas Chesneau, docteur de la faculté de médecine de Toulouse, fait paraître un discours sur les eaux thermales de Barbotan, en Armagnac[20].
- Parution, à Messine, de la Pharmacopée[21] de Giovanni Battista Cortesi (it)[22].
- Juan Gutiérrez de Godoy (1579-1656), médecin du chapitre de Jaén et du cardinal Moscoso y Sandoval[23], fait paraître en latin des « discours philosophiques et médicaux sur le Traité de la mémoire et de la réminiscence d'Aristote[24] ».
- Caspar Hofmann (1572-1648), professeur de médecine à Altdorf, publie ses « Quatre livres sur la génération humaine, contre Mondino de' Liuzzi » (De generatione hominis, contra Mundinum Mundinium[25]).
- Le poète italien Giovanni Battista Lalli fait paraître sa Franceide, overo Del mal francese, poema giocoso, poème burlesque, « plus bouffon que médical[26] », sur la syphilis[27].
- Andreas Lay publie la thèse de médecine qu'il a soutenue à Strasbourg  « sur la nature et le traitement de la fièvre hongroise » (De luis ungaricae natura et cura[28]).
- Dans le cadre de la querelle qui oppose médecins et apothicaires parisiens[29], Pierre Le Comte, professeur de médecine à Paris, publie un Advertissement au public, contre les Œuvres charitables (1627), ouvrage de vulgarisation de Philibert Guybert, professeur de pharmacie[30].
- David de Planis Campy (1589-1644), médecin spagyriste et chirurgien du roi[31], publie son Bouquet des plus belles fleurs chimiques[32].
- Antonio Ponce de Santa Cruz (es), professeur de médecine à Valladolid et Premier médecin du roi d'Espagne Philippe III, donne son manuel de thérapeutique De impedimentis magnorum auxiliorum morborum curatione[33].
- Publication du traité de médecine vétérinaire (Discurso de albeyteria[34]) de Baltasar Francisco Ramirez, vétérinaire de la ville de Chinchón et familier de l'Inquisition (es)[35].
- Manuel Ramírez de Carrión (de) (1579-1652), pédagogue espagnol considéré comme un des pionniers de l'éducation des sourds-muets[36], publie ses Maravillas de naturaleza[37].
- Santorio Santori (1561-1636), médecin à Venise, publie son « livre sur l'invention des remèdes[38] ».

### Sur la peste
- Pierre Bienassis, docteur en médecine, publie une Brève méthode pour se conserver en temps de peste[39], « alors que ce fléau terrible, ne régnant plus [à Toulouse], est venu faire d'affreux ravages à Agen », sa ville natale[40].
- Antoine Davin (né en 1550 ?), médecin et conseiller du roi, fait paraître à Grenoble son traité « de la préservation et de la curation de la peste[41] ».
- Pierre-Jean Fabre (1588-1658), alchimiste, docteur en médecine de l'université de Montpellier[42], fait paraître son traité spagyrique sur la peste[43].
- Jean Grillot (1588-1647), jésuite, publie, « d'abord en latin[44], puis en français[45] […], son histoire de la peste qui, en 1628 et 1629, affligea la ville de Lyon[46] ».
- Clemens Guillielmius publie à Toulouse le premier des deux livres de son traité de peste[47], où il défend Galien contre Fernel et contre les spagyristes[48].
- Parution à Francfort, sous le titre de De pestis curatione et praecautione, de la traduction latine des écrits sur la peste de Nicolas Abraham de La Framboisière (1560-1636[49]),
- Dans son essai De terrae motu pro ut pestis causa[50], Orazio Limbisano, médecin calabrais, professeur à Naples[51], étudie « les tremblements de terre en tant que cause de la peste[52] ».
- Dans son Manifeste de ce qui s'est passé en la maladie de la peste à Villefranche-de-Rouergue[53], Durand de Monlauseur « témoigne de son expérience de médecin coordinateur du bureau de santé » de la ville[54].
- Neil O'Glacan (1563-1653), médecin irlandais séjournant à Toulouse pendant la grande épidémie, y publie son « traité de peste » (Tractatus de peste[55]).
- Henricus Paschasius, originaire de Lübeck, docteur en médecine et praticien à Copenhague[56], intitule son traité de peste Enchiridion de pestilentia[57].
- Font également paraître un traité de peste[58],[59], Alexandro Tadini, à Milan[60], Lodovico Locatelli, à Venise[61], ou Félicien Betera, à Brescia[62].

## Naissances
- 6 octobre : Johann Heinrich Glaser (mort en 1675), médecin suisse[63].
- 2 novembre : Madame de Miramion (morte en 1696), aristocrate et religieuse française, connue pour avoir participé à soulager la misère sanitaire de son temps[64].
- 15 mars : Louis Bretonneau (mort en 1674), maître chirurgien-apothicaire à Ligueil, en Touraine[65].
- 23 avril : Jan Commelin (mort en 1692), botaniste hollandais, fondateur du jardin médicinal qui est à l'origine de l'actuel Jardin botanique d'Amsterdam[66].
- Charles de Barbeyrac (mort en 1699), docteur de l'université de Montpellier, médecin du cardinal de Bouillon, de la duchesse d'Orléans et de madame de Sévigné[67].
- 1629 ou 1630 : Jean-Frédéric Helvétius (mort en 1709), docteur en médecine de l'université de Harderwijk, alchimiste, médecin ordinaire de Guillaume III et des états généraux des Provinces-Unies[68].
- Vers 1629 :
  - Antoine d'Aquin[69] (mort en 1696), médecin français.
  - Robert Bayfield (en) (mort vers 1690), médecin et anatomiste anglais[70].
  - Christophe Glaser (mort vers 1672), apothicaire chimiste, ayant étudié à Bâle, propriétaire d'une officine à Paris, apothicaire de Louis XIII et de Philippe d'Orléans, chargé du cours de chimie au Jardin du roi, impliqué dans l'affaire des poisons[71].
  - Everard Maynwaring (mort en 1717), médecin anglais, auteur de nombreux ouvrages de médecine spagyrique[72].
  - Henry Sampson (en) (mort en 1700), ministre non-conformiste et médecin anglais[73].
  - Pierre Vinatier (mort à une date inconnue), chirurgien huguenot de Gap, condamné aux galères entre 1686 et 1687[74].
  - John Ward (en) (mort en 1681), philosophe, diariste et médecin anglais[75].

## Décès
- 12 février[76] : Paul Contant (né en 1562), apothicaire, botaniste et homme de lettres français[77].
- 3 mars[78] : Basilius Besler (né en 1561), apothicaire, médecin, botaniste et éditeur allemand[79].
- 25 avril : Jean Robin (né en 1550), apothicaire et botaniste français[80].
- 16 mai : Petrus Ryff (en) (né en 1552), mathématicien, médecin et chroniqueur suisse[81].
- 13 juillet : Caspar Bartholin le Vieux (né en 1585), polymathe, professeur de médecine et de théologie danois[82].
- 31 août : Jean Duret (né en 1563), médecin ordinaire du roi, et professeur au Collège royal, comme son père, Louis Duret (1527-1586[83]).
- 29 septembre : Jean Faber (né vers 1570), médecin anatomiste et botaniste italien[84].
- 2 octobre : Jérôme Cornélius (né vers 1598), apothicaire frison, devenu négociant, exécuté pour mutinerie[85].
- Gaspard Le Coq, sieur de Lavau (né à une date inconnue), docteur en médecine, mort à Paris[86].
- Christophe Poirot (né à une date inconnue), apothicaire à Nancy, père de Pierre Poirot (1621-1673), maître chirurgien[87].
- Été 1625[88], ou 1629 : Raphaël de Thoor (en) (né vers 1565), « médecin anglais et poète latin », auteur d'un poème sur le tabac et de divers autres ouvrages[89].